# ذا لونلي أيلاند
ذا لونلي أيلاند (بالإنجليزية: The Lonely Island)‏ وهي فرقة غناء بوب كوميدية تشكلت في سنة 2001 وتتكون من الممثل الكوميدي أندي سامبيرج و الكاتب أكيفا شايفر و الممثل الكوميدي جورما تاكون تشكلت هذه الفرقة في بيركيلي، كاليفورنيا في الولايات المتحدة ومن أبرز أغانيهم أغنية I just had sex والتي غنوها مع المغني السنغالي الأمريكي الشهير إيكون.

## روابط خارجية
- ذا لونلي أيلاند على موقع IMDb (الإنجليزية)
- ذا لونلي أيلاند على موقع ميوزك برينز (الإنجليزية)
- ذا لونلي أيلاند على موقع رولينغ ستون (الإنجليزية)
- ذا لونلي أيلاند على موقع أول ميوزيك (الإنجليزية)
- ذا لونلي أيلاند على موقع ديسكوغز (الإنجليزية)
- ذا لونلي أيلاند على موقع ديسكوغز (الإنجليزية)